# Georg Simmel
Georg Simmel, nemški sociolog in filozof, * 1. marec 1858, Berlin, Nemčija, † 28. september 1918, Strasbourg, Nemško cesarstvo, danes Francija.

## Življenjepis
Simmel je bil eden izmed prvih nemških sociologov. Večino svojega življenja je preživel v Berlinu. Po izobrazbi je bil filozof in zgodovinar, njegove študije pa so oblikovale razvoj nadaljnje teorije o družbeni strukturi.
Mlademu Simmlu je zgodaj umrl oče, zaradi česar je živel s skrbnikom. Kasneje je študiral filozofijo in zgodovino na Univerzi v Berlinu ter leta 1881 uspešno obranil doktorsko dizertacijo. Štiri leta zatem je postal docent na isti univerzi. Začel je predavati svoje študije, kar je privlačilo ne le študentov, pač pa tudi širšo intelektualno elito Berlina.
Četudi je Simmlove poskuse vzpona po hierarhiji univerze podpiral priznani sociolog Max Weber, je Georg Simmel ostal izven teh krogov vse do leta 1901, ko je postal izredni profesor. V tem času je že bil poznan po Evropi in ZDA po svojih sposobnostih. Nadaljeval je svoje intelektualno in akademsko delo ter bil dejaven na mnogih drugih področjih, med drugim se je udejstvoval v umetniških krogih ter bil soustanovitelj Nemškega društva za sociologijo, vkup z Maxom Weberjem in Ferdinandom Toenniesem. Sodelovanje na množici različnih področij mu je omogočalo veliko premoženje, ki ga je bil podedoval po svojem skrbniku. Simmel se je družil z več priznanimi intelektualci, kot so bili Max Weber, Rainer Maria Rilke, Stefan George in Edmund Husserl.
Leta 1890 se je poročil z Gertrud Kinel. Kinelova je bila filozofinja in je izdajala svoja dela pod psevdonimom Marie-Luise Enckendorf. Z možem sta živela meščansko življenje ter prirejala kulturna srečanja v njunem salonskem stanovanju. Skupaj sta imela otroka Gertmunda, ki je mnogokrat omenjen tudi v Simmlovih delih.
Leta 1914 je Georg Simmel postal redni profesor na takratni nemški Univerzi v Strasbourgu. Kmalu zatem je prišlo do izbruha prve svetovne vojne in ustavitve vseh predavanj ter preostalih akademskih dejavnosti, med drugim zaradi dejstva, da so bile univerzitetne predavalnice uporabljene kot prostori za vojaške bolnišnice. Leto kasneje je Simmel brez uspeha kandidiral za profesorja na Univerzi v Heidelbergu. Tik pred koncem vojne leta 1918 pa je umrl v Strasbourgu zaradi raka na jetrih.

## Delo
Georg Simmel je znan kot esejist in avtor mnogih socioloških ter filozofskih del. Med njegove najvidnejše monografije se uvrščajo:
- Über sociale Differenzierung (1890)
- Die Probleme der Geschichtsphilosophie (1892)
- Einleitung in die Moralwissenschaft (1892/93)
- Filozofija denarja (1900)
- Kant und Goethe (1906)
- Die Religion (1906)
- Soziologie (1908)
- Temeljna vprašanja sociologije (1917)
- Der Konflikt der modernen Kultur (1918)